# Chouette ocellée
Strix ocellata
Espèce
Synonymes
- Syrnium ocellatum Lesson, 1839
(protonyme)
- Bulaca ocellata (Lesson, 1839)

Statut de conservation UICN

 LC  : Préoccupation mineure
Statut CITES
La Chouette ocellée (Strix ocellata) est une espèce d'oiseaux de la famille des Strigidae.

## Répartition
Cette espèce vit en Inde et au Pakistan.

## Sous-espèces
D'après la classification de référence du Congrès ornithologique international (version 14.1, 2024), la Chouette ocellée possède 3 sous-espèces (ordre phylogénique) :
- Strix ocellata grisescens Koelz, 1950 ;
- Strix ocellata grandis Koelz, 1950 ;
- Strix ocellata ocellata (Lesson, RP, 1839).